# قائمة الأشخاص المصابين بخلل تنسج العظم الناقص
هذه قائمة بحالات لأشخاص بارزين تم تشخيص إصابتهم بتكون العظم الناقص.

## ناشطون ومتحدثون
- راؤول كروتهاوزن – ناشط ألماني/كولومبي وحاصل على وسام استحقاق جمهورية ألمانيا الاتحادية.[1]
- فلورنس مودزينغوا – ناشطة زيمبابوية في مجال حقوق ذوي الإعاقة، ومؤسسة مشاريع اجتماعية وكاتبة
- روبي نوفاك (الاسم الفني كيد بريزيدنت) – متحدث تحفيزي وشخصية على يوتيوب اعتبارًا من عام 2013.[2] غالبًا ما يعلق على قدرته الخاصة على التغلب على الاضطراب.[3]
- بيتر رادتكي – مؤسس الجمعية الألمانية لتكون العظم الناقص (بالألمانية: Die Deutsche Gesellschaft für Osteogenesis Imperfecta)، وهو أيضًا عالم لغوي وممثل.[4]
- شون ستيفنسون – معالج نفسي أمريكي، مؤلف كتب مساعدة ذاتية ومتحدث تحفيزي.[5]

## فنانون

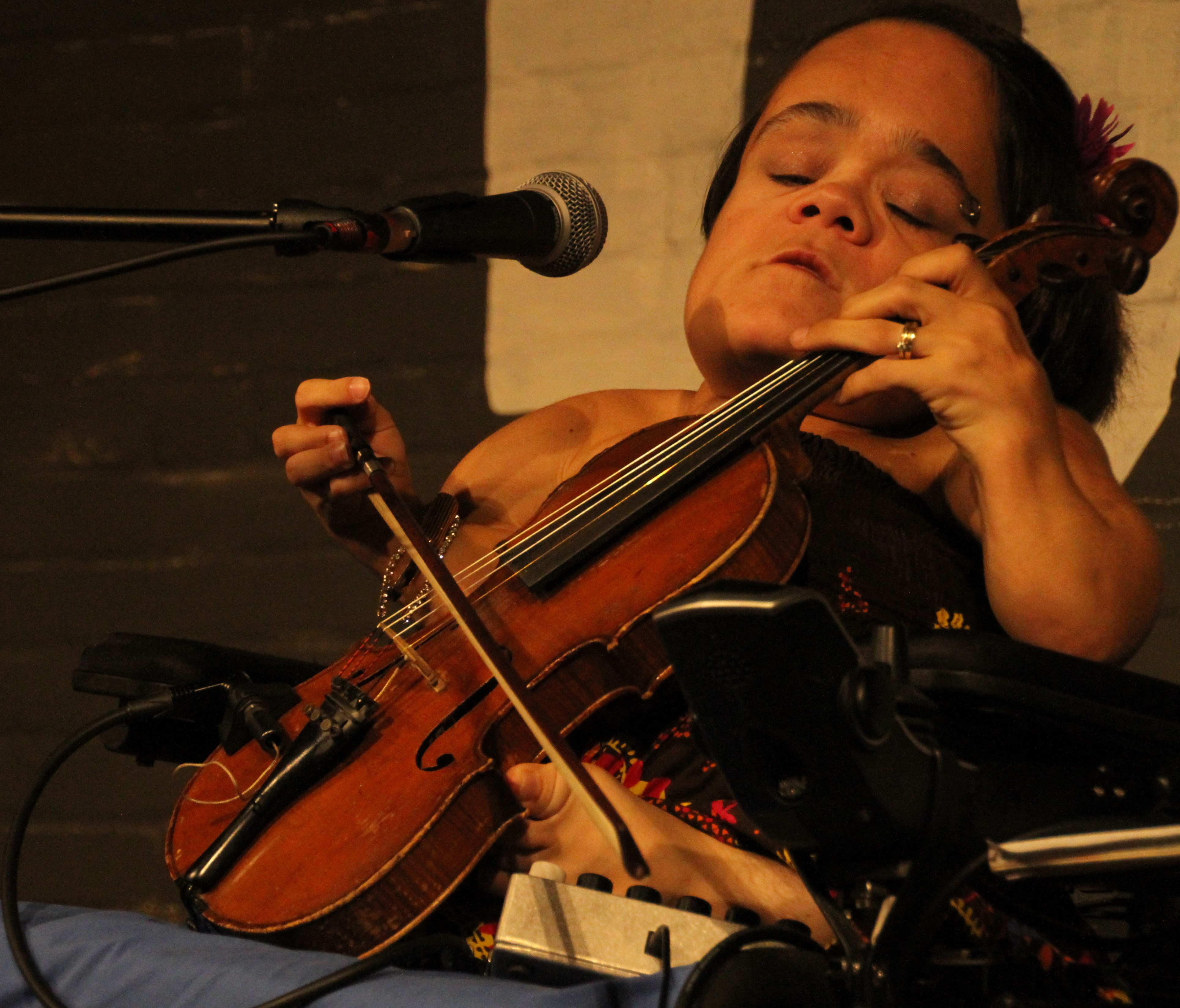
غيلين ليا تعزف على الكمان

### ممثلون
- جاك بينستيد – ممثل بريطاني معروف بدوره في المسلسل الكوميدي البريطاني باد إيديوكيشن.[6]
- جولي فرنانديز – ممثلة بريطانية اشتهرت بدورها في المسلسل البريطاني المكتب.[7]
- ريك هاولاند – ممثل كندي معروف بلعب دور تريك في لوست غيرل.[8]
- كيري إنغرام – ممثلة طفلة بريطانية اشتهرت بدور شيرين براثيون في مسلسل إتش بي أو صراع العروش وماتيلدا ورموود في ماتيلدا الموسيقية.[9]
- كوينتين كينيان – شخصية تلفزيون واقع أسترالية لعب دور كوربوس كولوسوس في ماد ماكس: فيوري رود.[10][11]
- تارا لين شيفر – ممثلة في مسلسل شارع سمسم.[12]
- نبيل شعبان – ممثل وكاتب أردني-بريطاني أسس شركة غرايا للمسرح، التي تروج للفنانين ذوي الإعاقة.[13]
- أتيكوس شافر – أمريكي يلعب دور بريك هيك في ذا ميدل.[14][15][16]
- مايكل ج. أندرسون - ممثل أمريكي متقاعد اشتهر بدوره كـ"الرجل من مكان آخر" في سلسلة ديفيد لينش توين بيكس، وفيلمها السابق توين بيكس.[17]

### كوميديون
- غويوم باتس – كوميدي فرنسي.[18]

### موسيقيون
- كريس أندرسون - عازف بيانو جاز.[19]
- جيك هاردمن - فنان موسيقى بوب تشامبر من مانشستر، المملكة المتحدة.
- راندي غوس – عازف درامز لفرقة تود ذا ويت سبروكيت.[20][21]
- كالين هيفرنان – فنانة ومنتجة هيب هوب معروفة بفرقة Wheelchair Sports Camp.[22]
- غيلين ليا – عازفة كمان عملت مع آلان سبارهاوك[23] وفازت بمسابقة إن بي آر ميوزيك.[24][25]
- ميشيل بيتروتشياني – عازف بيانو جاز فرنسي مُنح وسام جوقة الشرف في باريس.[26]
- بيرنيل فالنتين – مغنية دنماركية تمثل أيضًا.[27]
- جاي توماس مانويل – منتج موسيقي وشخصية مؤثرة على وسائل التواصل الاجتماعي معروف باسم Mini Producer
- سبارش شاه - مغني راب أمريكي هندي، مغني، كاتب أغاني ومتحدث ملهم من نيوجيرسي.

### صحفيون وكتاب
- فرانكو بومبريزي – صحفي إيطالي حصل على نيشان الاستحقاق عام 2007.[28][29]
- ماغدالينا بوتشيك – صحفية ومذيعة راديو بولندية مرتبطة بـراديو ماريا.[30]
- دايسون كارتر – كاتب، محرر، وناشط سياسي كندي.
- كريستوفر هيويت – شاعر بريطاني وسمي باسم جائزة كريستوفر هيويت.[31]
- ناتالي لويد – مؤلفة كتب أطفال.
- فردوس كانغا – كاتبة مسرحية من البارسيين معروفة بـمحاولة النمو.[32]
- فيليب رحمة – شاعر وروائي يتحدث الفرنسية، حصل على جائزة دنتان من بين جوائز أخرى.[33][34]
- ستيلا يونغ – كوميدية وصحفية أسترالية.[35]

## سياسيون
- نيكي تشابمان، البارونة تشابمان – نبيلة بريطانية وناشطة في حركة حقوق المعاقين.[36]
- ثيريزيا هايدلماير – كانت سياسية في النمسا من حزب الخضر النمساوي.[37]
- فرايا هارالدسدوتير – عضو في الجمعية الدستورية الآيسلندية لعام 2010.[38][39][40]

## شخصيات في الرياضة والألعاب
- فالنتين باوس – حاصل على الميدالية الفضية البارالمبية الألمانية في تنس الطاولة.[41]
- ماكنزي كوان – حاصلة على الميدالية الذهبية البارالمبية الأمريكية في السباحة.[42]
- دوغ هيرلاند – حائز على الميدالية البرونزية الأولمبية الأمريكية في التجديف.[43]
- تايلور ليبسيت – حاصل على الميدالية الذهبية والبرونزية البارالمبية الأمريكية في هوكي الزلاجات.[44][45]
- بوبي نيل – لاعب بريدج أمريكي في قاعة مشاهير ACBL.[46]
- جوزيف نوماير – حائز على ميداليات بارالمبية متعددة في الرماية لألمانيا.[47]
- نادية بوراس – سباحة بارالمبية من المكسيك.[48][49]
- جيريمي سينوت – لاعب كرة سلة أسترالي سابق على الكراسي المتحركة والمدرب الحالي لدوري كرة السلة الوطني على الكراسي المتحركة لفريق RSL كوينزلاند سبينينغ بوليتس.[50]
- جوردان ويلي – حائزة على الميدالية البرونزية البارالمبية البريطانية في كرة المضرب على الكراسي المتحركة في الألعاب البارالمبية الصيفية 2012.[51][52]
- كارا (شيريدان) آيرز – سباحة بارالمبية أمريكية وصاحبة رقم قياسي أمريكي.[53]

## بارز كموضوع
- مادج بيستر – امرأة من جنوب إفريقيا وكانت سابقًا "أقصر امرأة في العالم".[54][55]
- ليو بيورمان – موضوع الفيلم الوثائقي ليو بيورمان، الذي رُشح لـجائزة الأوسكار لأفضل فيلم وثائقي قصير.[56]
- لين يو-تشيه – كان يُعتبر سابقًا "أقصر رجل في العالم".[57][58]

## ملوك
- الأمير أودوني، دوق مونفيراتو – عضو في آل سافوي.[59]

## تقنية
- فريدريك برينان – مطور برامج ومصمم خطوط أسس موقع لوحة الصور 8تشان.[60]

## متنازع عليها
- الفنان الفرنسي هنري تولوز لوترك.[61] يُعتقد أن قامته القصيرة ومشكلاته الصحية كانت بسبب عوامل خلقية، لكنه لم يُشخص قط باضطراب معين وتشير النظريات الحديثة إلى أنه كان يعاني من شكل خفيف من تصخر العظم بدلاً من ذلك.[62]
- غزاة الفايكنج من عصر الفايكنج، إيفار الكسيح: هناك جدل ملحوظ حول حالته الجسدية؛ لكن التشخيص الموضوعي غير ممكن لأن هيكله العظمي تم استخراجه وحرقه بعد 200 عام من وفاته على يد ويليام الفاتح.[63]

## حالات خيالية
تشمل الشخصيات في الأفلام والتلفزيون وألعاب الفيديو والروايات المصورة على أنها تعاني من تكون العظم الناقص:
- شخصية صامويل جاكسون "إليجاه برايس" في فيلم إم. نايت شيامالان لعام 2000 غير قابل للكسر وتكملته عام 2019 جلاس، الذي ولد مصابًا بـتكون العظم الناقص من النوع الأول ويتبنى لقب طفولته "السيد الزجاجي" كهوية شريرة.[64]
- شخصية آسا بترفيلد "غاردنر إليوت" في فيلم 2017 الفضاء الذي بيننا مصاب بـتكون العظم الناقص بسبب ولادته على كوكب المريخ.[65]
- شخصية إيفانا باكيرو "ماندي" من فيلم 2005 فراغيل كانت مصابة بـتكون العظم الناقص. أصبحت ممرضتها مهووسة بها وتسيء معاملتها لإبقائها مصابة بما يكفي لعدم خروجها من المستشفى، قبل أن تقتلها في النهاية وتنتحر.
- شخصية فيرجينيا أندروز "فيرا" من كتاب 1982 وفيلم 2015 ماي سويت أودرينا كانت مصابة بـتكون العظم الناقص. كطفلة، كانت أحيانًا تكسر عظامها عن قصد لأنه بعد الكسر كانت المرة الوحيدة التي يظهر فيها والدها المهمل والمسيء لها المودة. كشخص بالغ، توفيت من السقوط من على الدرج.
- شخصية جودي بيكو "ويلو أونيل" من كتاب 2009 هاندل وذ كير ولدت مصابة بـتكون العظم الناقص من النوع الثالث. تتمحور الرواية حول دعوى قضائية تتعلق بولادة خاطئة رفعتها والدة ويلو ضد طبيبها.
- جيف "جوكر" مورو، طيار من سلسلة ألعاب الفيديو ماس إفكت. بسبب التكنولوجيا المتقدمة في إعداد الخيال العلمي للسلسلة، يستخدم جوكر الأدوية، والجبائر، وزراعات إلكترونية حيوية تسمح له بالمشي والرقص، على الرغم من عدم سلاسة ذلك كمن لا يعانون من المرض.[66]
- في غريز أناتومي، صموئيل نوربرت أفيري، ابن جاكسون أفيري وأبريل كيبر، كان مصابًا بـتكون العظم الناقص من النوع الثاني. تم تعميده وتوفي في غضون دقائق.
- الشخصية الرئيسية في رواية فرانك بورتمان أندروميدا كلاين مصابة بـتكون العظم الناقص، مما يجعلها تعاني من ضعف السمع.
- فيلم 2025 الفتى غير القابل للكسر، المبني على القصة الحقيقية لأوستن ليريت، يصور صبيًا يعيش مع تكون العظم الناقص والتوحد. يستكشف الفيلم تجارب عائلته.[67] يستند الفيلم إلى مذكرات كتبها والد أوستن، سكوت لارييت.[68]